# ヘラシギ
ヘラシギ（箆鷸、Calidris pygmaea）は、鳥綱チドリ目シギ科オバシギ属に分類される鳥類。

## 分布
インド、タイ王国、大韓民国、中華人民共和国、朝鮮民主主義人民共和国、日本、バングラデシュ、ベトナム、マレーシア、ミャンマー、ロシア東部
チュクチ半島からカムチャツカ半島にかけてのロシア北東部で繁殖する。冬季になると主にタイ・中華人民共和国南部・バングラデシュ・ベトナム・ミャンマーなどへ南下し越冬するが、インドやスリランカ・広東省・福建省・広西チワン族自治区・マレー半島で越冬した例もある。日本では渡りの途中に飛来するが（旅鳥）、沖縄島で越冬した例もある。北海道では9月に渡りの途中の個体が観察される事が多い。

## 形態
全長14 - 16センチメートル。

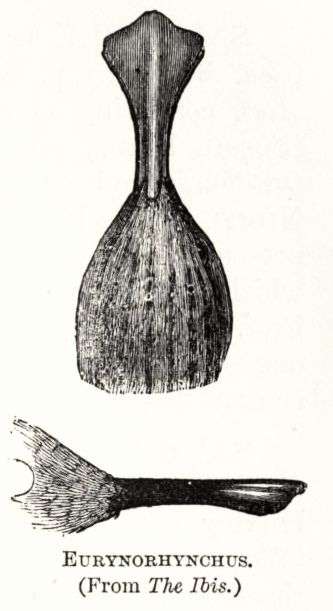
名前の由来となった特徴的なくちばし形状

嘴（くちばし）は短く、先端が扁平で丸く広がり箆状になる。この嘴が和名や英名（spoon-billed=スプーンのような嘴の）の由来になっている。嘴や後肢の色彩は黒。
夏羽は頭部から頸部・胸部にかけてが赤褐色で、黒褐色の縞模様が入る。上面は褐色で、黒い斑紋が入る。冬羽は頭部から背にかけては灰黒色、胸部から腹部にかけては白い。
幼鳥は頭部が黒みがかる。

## 分類
以前は本種のみでヘラシギ属Eurynorhynchusを構成する説もあったが、オバシギ属に含まれるとされる。

## 生態
日本では砂浜干潟や砂浜海岸・河口で記録があり、渡りの際にはこれらの環境を利用していると考えられている。日本では秋季ではトウネンの群れに混じって見られることもある。
昆虫、甲殻類、種子などを食べる。嘴を左右に振って泥や砂の中にいる獲物を捕らえる。近縁のハマシギでは干潟表面のバイオフィルムもエサとして利用していると報告されている。
繁殖様式は卵生。海岸のツンドラにある水場周辺の草地に、コケや地衣類を組み合わせた皿状の巣をつくる。4個の卵を産む。抱卵期間は18 - 20日。主にオスが抱卵・育雛を行う。

## 人間との関係
渡りの途中の飛来地や越冬地では干潟の農地や養殖地・レジャー開発などによる生息地の破壊、越冬地での鳥類用の網による混獲などにより生息数は減少している。人間による攪乱、集落周辺の繁殖地でのイヌによる産卵巣の破壊、元々の捕食者であるキツネ類やトウゾクカモメ類、狩猟などによる影響も懸念されている。日本では砂浜干潟の減少、砂浜海岸のレジャー利用などにより影響が出ていると考えられている。ロシアでは卵を採取して、飼育下で孵化させ放鳥する試みが進められている。日本では2017年に国内希少野生動植物種に指定されている。1997年における生息数は少なくとも4,000羽と推定されている。
絶滅危惧IA類 (CR)（環境省レッドリスト）